# کیت اکسپلویت
یک کیت اکسپلویت صرفاً مجموعه‌ای از اکسپلویت‌ها می‌باشد. این ابزار جهت ساده‌سازی و مدیریت انواع اکسپلویت‌ها ایجاد شده‌است. کیت‌های اکسپلویت به عنوان نوعی مخزن عمل می‌کنند و استفاده از اکسپلویت‌ها را برای کاربران بدون دانش فنی آسان می‌کنند؛ مثلاً کاربرانی که دانش تخصصی از هک و نفوذ نداشته اما در سطح آشنایی با ابزارها و نحوه اجرای آنها اطلاعات دارند می‌توانند از کیت‌های اکسپلویت برای هک کردن یا نفوذ استفاده کنند. کاربران می‌توانند اکسپلویت‌های خود را به آن اضافه کنند و به‌طور همزمان جداگانه از موارد از پیش نصب شده از آنها استفاده کنند.

## جزئیات
یکی از کیت‌های قدیمی ام‌پک بود که در سال ۲۰۰۶ استفاده می‌شد. کیت‌های اکسپلویت اغلب به گونه‌ای طراحی می‌شوند که ماژولار بوده و استفاده از آن آسان باشد و امکان افزودن آسیب‌پذیری‌های جدید و حذف آسیب‌پذیری‌های موجود را فراهم کند. کیت‌های اکسپلویت همچنین یک رابط کاربری برای شخصی که آنها را کنترل می‌کند فراهم می‌کند که معمولاً شامل اطلاعاتی در مورد میزان موفقیت و سایر انواع آمار و همچنین توانایی کنترل تنظیمات آنها است. یک کیت معمولی مجموعه‌ای از اسکریپت‌های پی‌اچ‌پی است که حفره‌های امنیتی در برنامه‌های معمولی مانند کوئیک‌تایم یا فایرفاکس را هدف قرار می‌دهد. نرم‌افزارهای پرکاربرد مانند جاوا و محصولات ادوبی اغلب مورد هدف قرار می‌گیرند.
کیت‌های اکسپلویت مملو از ابزارهای مختلفی هستند، از آسیب‌پذیری‌های تحت وب گرفته تا ابزارهای نفوذ خودکار به شبکه‌های رایانه ای که بیشتر از حفره‌های امنیتی که کشف شده‌است استفاده می‌کند. این ابزار اساساً از یک سلسله مراتب ساده (پنج مرحله هک) پیروی می‌کند.
کیت اکسپلویت با استفاده از پویشگر درون خود، اطلاعات مربوط به رایانه هدف را جمع‌آوری کرده، سپس بر مبنای اطلاعات جمع‌آوری شده از هدف، آسیب‌پذیری‌ها را پیدا می‌کند و اکسپلویت مناسب را انتخاب و ارائه می‌کند. اگر پس از اعمال موفقیت‌آمیز اکسپلویت، بدافزار بر روی رایانه قربانی دانلود اجرا شود، ماژول‌هایی برای حفظ دسترسی از راه دور بیشتر به سیستم قربانی تزریق و اجرا می‌کند. . در نهایت به عنوان اقدامی برای پوشاندن ردپای خود، از تکنیک‌های خاصی مانند پاک کردن لاگ‌ها برای جلوگیری از شناسایی استفاده می‌کند.
کاربران آنها نیاز به هیچ درکی از اکسپلویت‌ها و نحوه عملکرد آنها ندارند و با کمترین مهارت‌های رایانه ای می‌توانند اقدامات را انجام دهند. کیت‌ها ممکن است یک رابط وب داشته باشند که قربانیان فعال و آمار را نشان می‌دهد. آنها ممکن است یک دوره پشتیبانی و به روز رسانی‌هایی مانند نرم‌افزار تجاری داشته باشند.
کیت‌های اکسپلویت اغلب با آسیب‌پذیری‌هایی که قبلاً روی آنها بارگذاری شده‌است در محافل مجرمان سایبری فروخته می‌شوند.
یک مطالعه توسط تیم تحقیقاتی مهندسی امنیت Solutionary (SERT) نشان داد که حدود ۷۰٪ از کیت‌های بهره‌برداری منتشر شده در سه‌ماهه چهارم ۲۰۱۲ از روسیه و پس از آن چین و برزیل هستند که ۲۰٪ آنها نسبت داده نشده‌اند. یک کیت معمولی و نسبتاً ساده ممکن است ۵۰۰ دلار آمریکا در ماه هزینه داشته باشد. هزینه مجوزهای کیت‌های پیشرفته به ۱۰۰۰۰ دلار در ماه گزارش شده‌است. کیت‌های اکسپلویت اغلب به جای پی‌اچ‌پی ساده، کدگذاری و درهم سازی می‌شوند تا از استفاده بدون مجوز جلوگیری کنند و تجزیه و تحلیل ضد بدافزار را پیچیده کنند.
تحقیقات بیشتر از تیم اطلاعات تهدید Recorded Future نشان داد که ادوبی فلش پلیر، شش آسیب‌پذیری از 10 آسیب‌پذیری برتر مورد استفاده توسط کیت‌های اکسپلویت را در سال 2016 ارائه کرده است. محبوبیت فلش پلیر در بین مجرمان سایبری حتی پس از افزایش تلاش‌های ادوبی برای کاهش مشکلات امنیتی همچنان باقی است.   کیت‌ها همچنان شامل بهره‌برداری از آسیب‌پذیری‌هایی می‌شوند که برای مدت طولانی اصلاح شده‌اند، زیرا همچنان جمعیت قابل‌توجهی از رایانه‌های اصلاح نشده وجود دارد.